# Uniwersytet w Sewilli
Uniwersytet w Sewilli (hiszp. Universidad de Sevilla) – jedna z uczelni publicznych w Hiszpanii.

## Historia
W roku 1505 papież Juliusz II wydał pozwolenie do nauki na kierunkach: filozofii, prawa, teologii, medycyny oraz sztuki.

## Podział administracyjny uczelni
Uczelnia posiada liczne kierunki studiów na wielu wydziałach. Studiuje tam ponad 70 000 studentów oraz około 2500 studentów zagranicznych (stan na rok akademicki 2017/18).
Na uczelni można się kształcić na 25 wydziałach, w dziedzinach takich jak:
- nauka o prawie i administracji
- sztuka oraz nauki humanistyczne
- nauki ścisłe
- medycyna
- inżynieria i architektura

Uczelnia posiada także bibliotekę bogatą w liczne zbiory. Liczba książek wynosi 777 tysięcy egzemplarzy.